# 三沢村 (青森県)
三沢村（みさわむら）は、かつて青森県上北郡にあった村。

## 沿革
- 1889年（明治22年）4月1日 - 町村制施行により上北郡三沢村、天ケ森村が合併し、三沢村が発足。
- 1948年（昭和23年）2月11日 - 上北郡六戸村（一部）、下田村（一部）、浦野舘村 （一部）と合併し大三沢町となり消滅。